# Ingestión

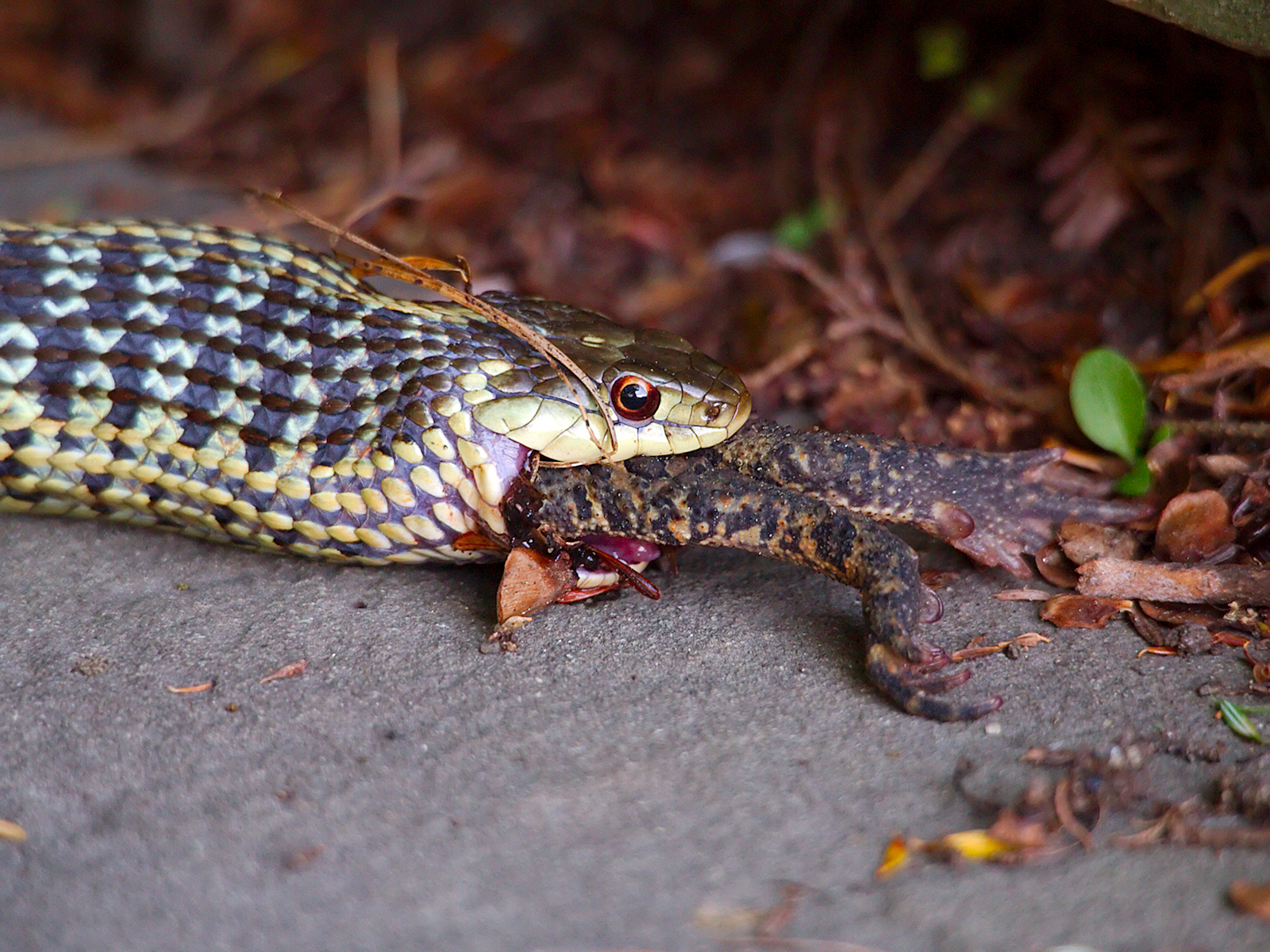
Víbora de jardín (Thamnophis sirtalis) ingiriendo un sapo (Bufo americanus).

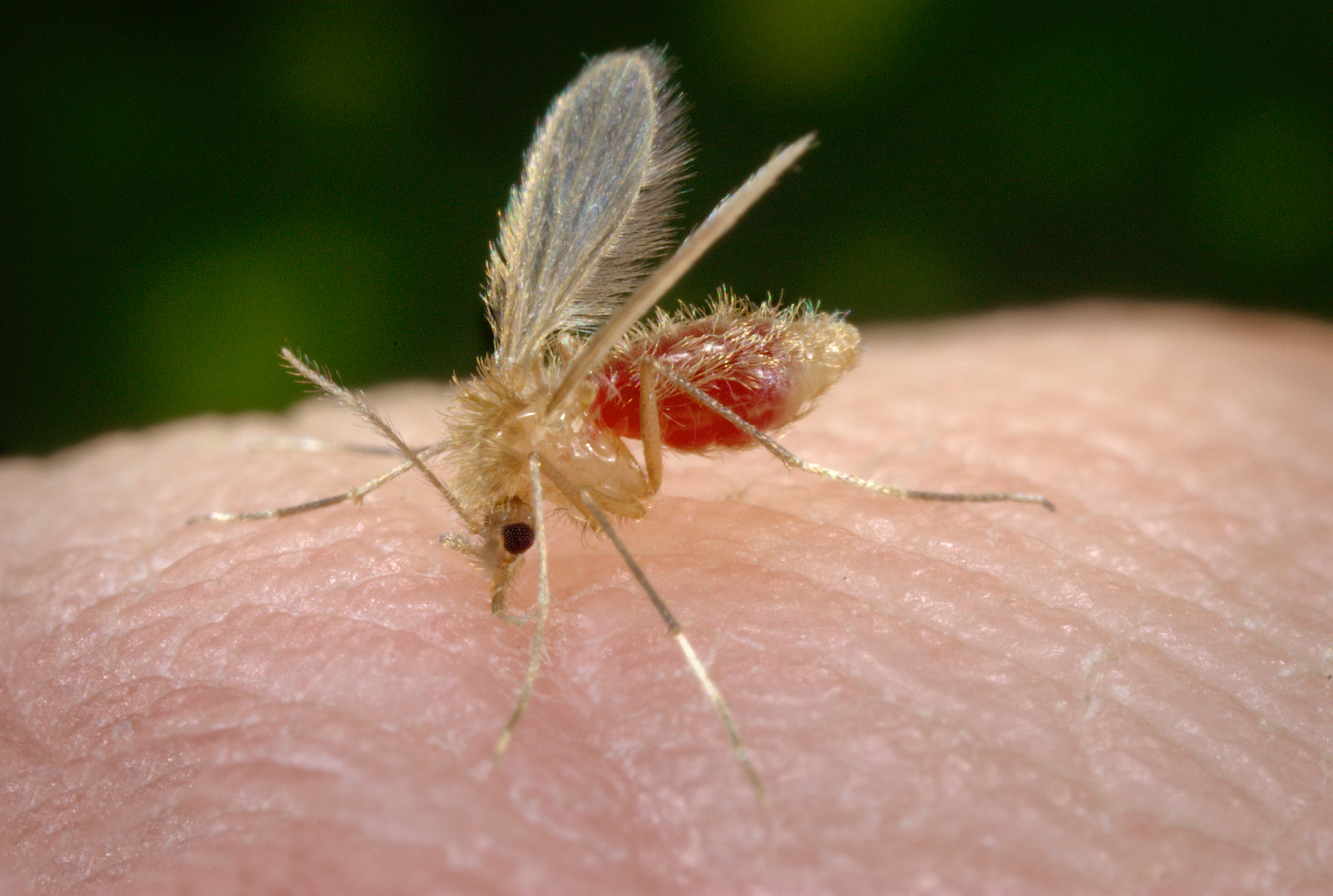
Ingestión de sangre por un mosquito, Phlebotomus pappatasi (obsérvese el abdomen, que se va tiñendo de rojo con la entrada de sangre ingerida)

La ingestión es la introducción de la comida en el aparato digestivo al servicio de la alimentación o de la hidratación, y en la forma que nos es más familiar se realiza a través de la boca. El "bocado" o pieza alimentaria que se incorpora debe tener dimensiones mayores a las moléculas para denominarse ingestión. En caso contrario, constituiría una de las formas de absorción, que en último término se puede reducir al paso de barreras celulares; o bien de vacuolización, que es la manera de ingerir partículas o volúmenes líquidos muy chicos pero mayores que las moléculas. Todas esas formas se relacionan con el balance energético del organismo, y a través de ello trascienden la biomedicina de la nutrición y pasan también a ser estudiadas por la ecología.
La ingestión microfágica (término que significa ingestión de piezas alimentarias muy pequeñas, o microscópicas) es practicada por los animales que no seleccionan los alimentos, como son aquellos que se nutren de líquidos (por ejemplo, muchos parásitos, entre ellos los mesozoos que viven en la orina), y por los animales filtradores de microorganismos, que solo seleccionan la parte más nutritiva del flujo de líquido ambiental. Para este último tipo de alimentación, o sea para la ingestión de microorganismos filtrados tras dirigir convenientemente el agua que los contiene y retenerlos descartando el exceso de líquido, también se necesitan estructuras adecuadas. Si quien ingiere es un microorganismo unicelular tendrá formas anatómicas adaptadas en su topografía, ubicación, disposición y relación de sus partes entre sí (por ejemplo, el aparato oral en Vorticella); y si es pluricelular habrá de poseer piezas bucales especiales para la succión, o quizá barbas filtradoras.
s) se produce en los animales que realizan de forma activa la selección del alimento. Los animales herbívoros (más generalmente expresado, fitófagos) de gran talla poseen poderosos dientes que ablandan la abundante masa vegetal. Además pueden tener modificaciones en su aparato digestivo, allende la boca, para aprovechar mejor estos tipos de alimento. Los carroñeros seleccionan pero no capturan. La ingestión macrofágica con captura es típica de depredadores. Para este tipo de alimentación se necesita alguna clase de estructura especial, como dientes o pico, acompañada de otras adaptaciones que permiten la caza, carrera, etc.
Por fuera de la ingestión, existen otras maneras fisiológicas de introducir en el cuerpo materiales externos, que generalmente que no constituyen piezas alimentarias. Ello se realiza por ejemplo en la inhalación, a través de las mucosas respiratorias (mucosa nasal, traqueal y bronquial); o a través de la piel (introducción dermal) o de las mucosas que revisten el interior de los órganos urológicos (uretra, vejiga, uréteres) y genitales femeninos (parte de la vulva y vagina). Las diversas absorciones que se producen a través de las mucosas de los órganos digestivos (la misma boca, faringe, esófago, estómago, intestino delgado, colon y recto) tampoco permiten el paso de alimentos en forma de piezas alimentarias, y por ende esas introducciones no constituyen ingestión. También existen maneras no fisiológicas de introducir materiales externos que no son piezas alimentarias, por ejemplo por inyección, que puede ser endovenosa, intramuscular o intraperitoneal. Fisiológicas o no,  todas esas maneras de introducir materiales en el cuerpo son distintas de la ingestión, y en su forma más general se denominan incorporación.

## Formas típicas de la ingestión en Biología

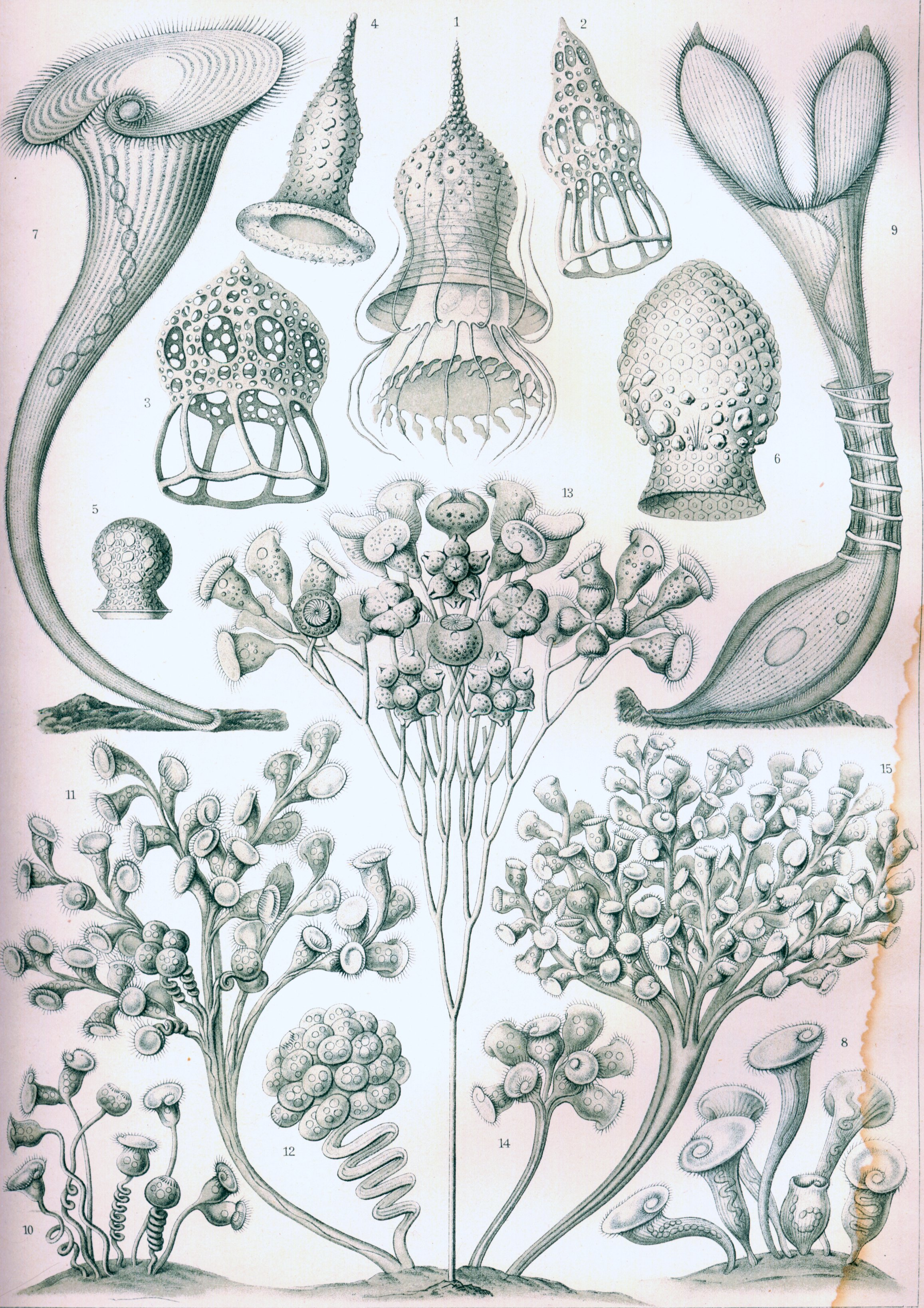
En estos ciliados sésiles, se observan conos cuyas aberturas están rodeadas de cilias. Esa estructura forma el aparato oral de estos ciliados. Para la ingestión de comida, sus cilias baten el agua produciendo corrientes, que dirigen hacia el embudo del aparato oral los micelos, bacterias y otros elementos con capacidad nutritiva para el ciliado, que puedan hallarse en el líquido. De Ernst Haeckel, Kunstformen der Natur (1904), lámina 3: Ciliata

Los microorganismos no tienen boca, que es un órgano especializado para la ingestión. En su lugar pueden presentar el estoma o "boca" de los protozoos (no confundir con el estoma de las hojas de las plantas), que es una parte del cuerpo unicelular que conserva una ubicación bien definida, especializada en la función de dar entrada a partículas alimenticias; o, directamente, también pueden ingerirlas por medio de vacuolas que se forman en cualquier parte de la superficie del cuerpo, en cuyo caso habitualmente a las partículas alimenticias se las acompaña de una pequeña cantidad del líquido ambiente, en el cual luego se segregan enzimas digestivas.

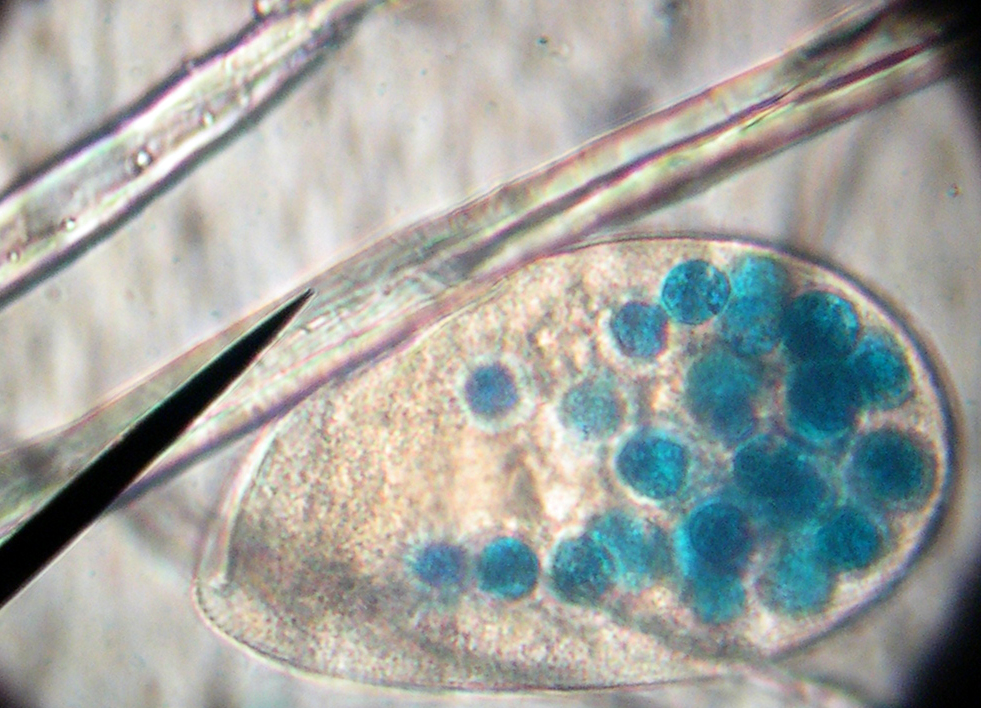
Un paramecio alimentado con alimento teñido muestra sus vacuolas en azul.

Mientras los microorganismos ingieren "bocados" lógicamente muy pequeños, denominados genéricamente micelos, que consisten en un solo micelo o son en realidad conglomeraciones de los mismos, o bien absorben nutrientes del medio acuático en que viven, en cambio en gran número de los animales multicelulares la ingesta, o incorporación de la pieza alimenticia, se realiza por el órgano bucal, cavidad oral o boca. Para aprovechar el alimento ingerido existen diversas clases de nutrición. Esta no siempre incluye ingestión. Básicamente la nutrición se ajusta a dos tipos, que son
- la nutrición autótrofa, que comprenden los fotoautótrofos (como algas y plantas), en los que no existe ingestión propiamente dicha y la incorporación se reduce a la absorción directa de energía electromagnética en forma de fotones (luz) y nutrientes ambientales; y los quimioautótrofos que utilizan el CO2 como fuente principal de carbono, pero a diferencia de los anteriores no utilizan la luz como fuente de energía sino que la obtienen por oxidación de compuestos inorgánicos reducidos, sin que ello tampoco constituya ingestión;

- y la nutrición heterótrofa, que es el único caso en que se presentan ingestas de piezas alimentarias que se digerirán extrayéndoles parte de su energía.

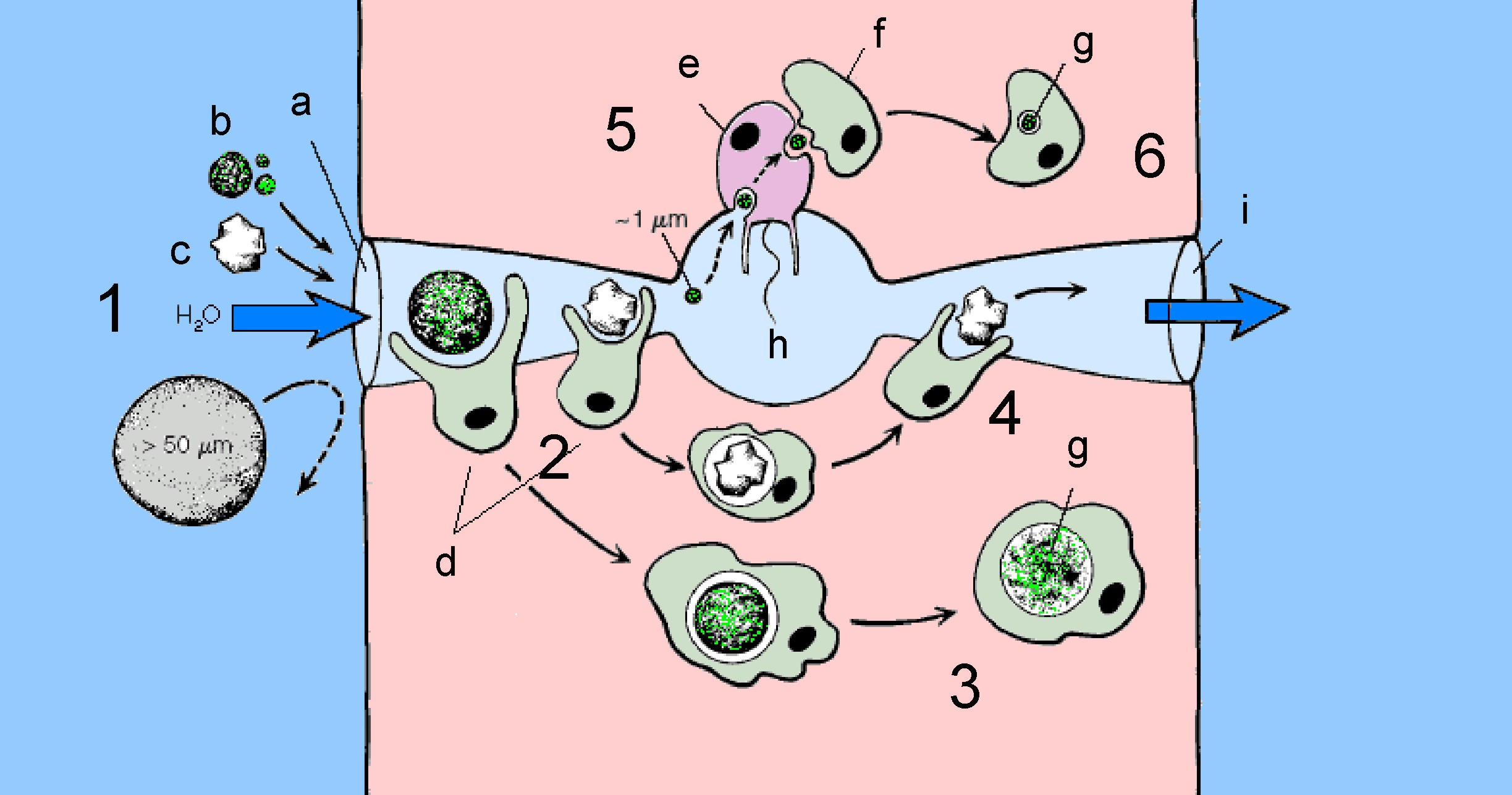
Esquema de la alimentación de las esponjas.1: el agua cargada de partículas penetra por los poros; 2: las partículas grandes son fagocitadas por los arqueocitos; 3: las partículas orgánicas son digeridas intracelularmente por los arqueocitos; 4: las partículas inorgánicas (como granos de arena) son expulsadas en el canal exhalante; 5: las partículas pequeñas penetran en la cámara vibrátil y son fagocitadas por los coanocitos, que las transfieren a los arqueocitos; 6: las partículas son digeridas intracelularmente por los arqueocitos. a: poro inhalante; b: partículas orgánicas; c: partícula inorgánica; d: arqueocitos; e: coanocito; f: arqueocito; g: vacuola digestiva).

Dependiendo de la forma en la que los animales consiguen el alimento para estas ingestas, se pueden distinguir dos métodos diferentes de ingestión: pasiva, donde el organismo no realiza acciones conductuales especiales para ingerir su alimento, sino que simplemente lo recibe con solo permanecer en su estado, o pasivamente; y activa, en que el organismo ejecuta acciones conductuales más o menos controladas, conducentes a ingerir.
La ingestión en los animales más complejos (por ejemplo, artrópodos y cordados) se logra con la conducta activamente dirigida a la adquisición de piezas nutritivas por órganos como la boca y el esófago. Esas piezas alimentarias, una vez allí introducidas, pasan a ser transportadas por medio de conductos interiores del cuerpo (intracorporales) a otros órganos especializados en digerirlos. En estos, el proceso asimilativo de absorción se realiza por medio de membranas permeables y semipermeables dentro del aparato digestivo. Las formas del órgano bucal son sumamente variadas; algunas piezas características son las siguientes:
- Los apéndices bucales: son estructuras que presentan morfología diferente, adaptadas al tipo de alimentación del animal. Un ejemplo interesante, recientemente descubierto, puede verse en[1] y en.[2]

- Los dientes de los vertebrados son piezas bucales encargadas de cortar y triturar el alimento. La forma, el número y el desarrollo depende del animal y del tipo de alimentación de éste. Las aves no tienen dientes separados, pero poseen un pico cónico, óseo (hecho de hueso) con revestimiento córneo, cuya forma depende del alimento que ingieran. Similarmente, los moluscos cefalópodos, que comprenden pulpos y calamares, también presentan un fuerte pico córneo.

- La rádula o instrumento para raer (del latín radere, rasurar o rastrillar): es un órgano formado por numerosos y pequeños dientes agudos que actúa en forma de lija sobre el vegetal o el moho arrancándolo en trozos para introducirse en la boca. Es típica de los moluscos gasterópodos, como caracoles y babosas, y de algunos equinodermos,[3] pero aparece también en otros taxones.

- Algunos animales, que se alimentan de presas grandes (en relación con su propio tamaño) o ágiles y fuertes, presentan cerca de la boca tentáculos para sujetar la presa.

La ingesta pasiva es en general una ingestión microfágica y es propia de animales de organización corporal más simple, como las esponjas y los celenterados. No obstante, a veces también animales sumamente complejos y voluminosos realizan conductas muy simples para alimentarse: un ejemplo son los cetáceos mistacocetos o barbados como la ballena azul. Esta simplemente nada avante con su boca abierta y así adquiere toneladas de agua cargada con kril y copépodos, que son su alimento. Luego al cerrar la boca filtra el agua por sus barbas y, comprimiendo el restante contenido de la boca con movimientos de la lengua, conduce la masa de esos pequeños animales pelágicos hacia su estrecha garganta.

## La ingestión y la herencia transgeneracional: origen del núcleo y otras organelas

Teoría de la endosimbiosis, y filogenia de las células y organismos eucarióticos. Los microorganismos ingeridos quedan dentro del hospedador que los ingirió, el cual no los digiere sino que los conserva vivos en su interior, como simbiontes. Los genes de estos endosimbiontes pueden permanecer en ellos mismos (ello ocurre por ejemplo, en las mitocondrias) o bien ser transferidos al genoma del hospedador (esto ocurre en el núcleo celular, que pasa a contener el genoma propio del hospedador unido al genoma antes propio del microorganismo que fue ingerido y pasó a formar el núcleo). Así, captando genomas, vánse formando nuevas variedades de reinos y clases biológicas, a los que también se aplican las variaciones derivadas de su mutación.

Modelos quiméricos (o sea, de organismos -en la figura, de diferentes colores- que se combinan entre sí para formar uno solo) del origen de Eukarya. Arriba: 1-Fusión, 2-Simbiosis, 3-Ingestión y endosimbiosis. Abajo: Teoría de la endosimbiosis en serie, o seriada: 4-Fusión de una arquea y de una espiroqueta ingeridas pero no digeridas por un hospedador mayor (posteriormente las espiroquetas se convertirán en las cilias), 5-Adquisición de mitocondrias. 6-Adquisición de cloroplastos.

Hipótesis al año 2013 del árbol filogenético de la vida, según Cavalier-Smith (2013, 2010a, 2010b, 2009). La figura muestra como se fueron formando secuencialmente nuevas variedades de reinos y clases biológicas, en este caso los cinco reinos de Whittaker-Margulis (1969, 1971).

Aparte de servir para la nutrición, la ingestión también habría desempeñado un papel fundamental en la evolución filogenética de los organismos biológicos terrestres. La hipótesis fagotrófica postula que la célula eucariota, hace unos dos mil cien millones de años, no surgió por mera mutación genómica -no habría habido tiempo evolutivo suficiente para ello- sino que se originó (eucariogénesis) debido a la capacidad de sus precursores sin núcleo, de ingerir presas consistentes en microorganismos enteros. La teoría actual de la endosimbiosis seriada  (Serial Endosymbiosis Theory) acepta tres de cuatro pasos propuestos por Lynn Margulis, y, juntamenta con su complementaria la hipótesis del eocito -respaldada en 2015 con el posible descubrimiento de los loquiarqueotas- describe el paso de las células procariotas (bacterias o arqueas, sin núcleo, o sea con el material genético -ADN- alojado directamente en el citoplasma) a las células eucariotas (células nucleadas que, aunque con mucha frecuencia forman organismos independientes -unicelulares-, también se combinan para constituir a todos los organismos pluricelulares) mediante incorporaciones simbiogenéticas. Estas incorporaciones son formas de ingestión sin digestión, en las que el organismo ingerido continúa vivo dentro del ingiriente y pasa a mantener una relación de simbiosis con este. Una vez insertado el material genético (simbiogenética) del huésped en el hospedador, si se transmiten juntos a la descendencia, evolucionarán unidos. Esto significa que, a través de sucesivas generaciones, estas nuevas secuencias igualmente pueden sufrir mutaciones casuales (o sea, cambios aleatorios en la secuencia que compone el ADN) del mismo modo que el resto del genoma original del organismo, por lo que la selección natural podrá actuar del mismo modo sobre ellas. Habríase adquirido así, junto con sus genes, la capacidad de conservarlos sin digerirlos y funcionando (endosimbiosis) no solo en el individuo que llevó a cabo la ingesta sino, asimismo, dentro de los descendientes, formándose de este modo, dentro de cada descendiente, el núcleo celular, las cilias, las mitocondrias y varios otros orgánulos (que son llamados también organelas, organelos, organoides intracelulares o mejor elementos celulares). De ese modo -captando genomas- la ingestión no solamente incorporaba materiales organizados y les permitía reproducir su organización dentro del hospedador, sino que además inauguraba toda una nueva serie de posibilidades, al constituir una nueva fisiología que permitió y fue elaborando interacciones recíprocas entre el hospedador y sus endosimbiontes.
Tal vez la consecuencia más importante de la ingesta como captación de genomas provendría de la ingestión de ciertas bacterias muy móviles, las espiroquetas. Estas bacterias Gram-negativas presentan varias formas de movilidad. Entre ellas, son capaces de moverse por rotación alrededor de su eje, por contracciones flexulosas o sea por modificación de sus curvaturas, y asimismo con movimiento helicoidal; este último consiste en que se desplazan hacia adelante con movimiento giratorio, como si fuesen un sacacorchos. Actualmente las espiroquetas producen en el organismo humano graves enfermedades, como la sífilis. Pero cuando algunas espiroquetas (vivas, claro está) empezaron a ser ingeridas y, sin ser digeridas, comenzaron a vivir como endosimbiontes, hace unos dos mil millones de años, se situaron como cilias en la superficie exterior de su hospedador (véase arriba, en la figura "Modelos quiméricos", el organismo del paso número 4 con aspecto de pequeño resorte, cuya descendencia se enraiza a través de la membrana plasmática del hospedador, o sea en su superficie). Allí, obrando como remos por combinación de sus notables capacidades de movimiento, le proporcionaron al hospedador la capacidad de navegar en el líquido, y con el tiempo, de perseguir y cazar a otros microorganismos "atornillándose" en el agua (los microbios deben "atornillarse" en el agua, y no pueden nadar, debido a las condiciones físicas del desplazamiento en bajos números de Reynolds). A finales de la década de 1950 (esto es, antes de que la endosimbiosis seriada fuera generalmente reconocida), el neurobiólogo Mario Crocco, de la tradición denominada Escuela Neurobiológica Argentino-Germana, sospechó que el sistema bioeléctrico para el control ciliar (no para la coordinación ciliar: ver Cilio,  § 5.1: "Coordinación y control") del veloz desplazamiento (aparente natación) de los protozoos predadores por medio de las cilias, control que les permite seguir a las presas y posicionarse respecto a ellas para ingerirlas, es el precursor  del sistema nervioso de los animales multicelulares. Significaba con ello que, independientemente de que las morfologías o formas iniciales de sistemas nerviosos hubieran aparecido evolutivamente en distintas ocasiones y en varios filos animales, conservaron todos las variaciones de electropotencial que, solo en algunos taxones, se aprovecharon para ciertas funciones nerviosas superiores. Recién pudo hallar evidencias de esto tras una revisión anátomofisiológica comparada, que le tomó siete años, de las cilias y de su evolución en todas las clases de animales y protozoos. En este concepto de Crocco, los sistemas nerviosos poseen dos tipos de desempeño (Leistungen, en alemán). Uno consiste en las funciones de relación desempeñadas de la misma manera que se efectúa el control ciliar, es decir por medio de la conformación instantánea del estado eléctrico en un volumen conectado con los efectores (que son los órganos encargados de desempeñar efectivamente la función). El otro tipo de desempeño consiste en las funciones de relación desempeñadas por medio de circuitos nerviosos, también conectados con los efectores. Las dos maneras de desempeñarse operan sobre un mismo objeto (el medio circundante, incluido en él el cuerpo del organismo: ambiente e introyente, en términos de Christofredo Jakob) y ambas evolucionaron y coevolucionaron entre sí dentro del tejido neural. El primer tipo de desempeño, que en vez de operar por medio de circuitos opera por conformación instantánea del estado eléctrico producido también por los neurocircuitos (como "polución" o ruido electromagnético) dentro de la masa de tejido nervioso, sería según Crocco y sus seguidores el que determina otros mecanismos físicos a producir regularmente, a su vez, las reacciones en los psiquismos que denominamos sensaciones o, con Jakob, entonaciones subjetivas. Lo cual, según esta perspectiva, se logró a través de la ingestión de aquellas espiroquetas.

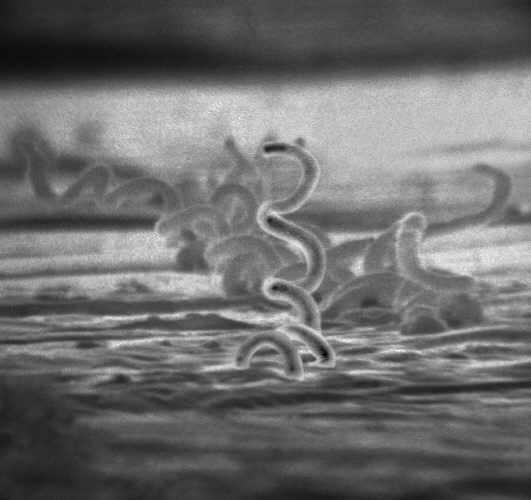
Microfotografía electrónica de un Treponema pallidum, la espiroqueta que produce la sífilis, ubicada sobre cultivo de células epiteliales de conejo. La ingestión sin digestión de espiroquetas similares, hace dos mil millones de años, habría permitido que sus hospedadores las utilizaran originando las cilias. La disponibilidad del sistema eléctrico para controlarlas, según la hipótesis del neurobiólogo Mario Crocco explicada en el texto, determinó mecanismos para generar reacciones sensorioemocionales en psiquismos.

## Ingestión de agentes patógenos por seres humanos

(Si la animación no se mueve, pulse sobre ella con el botón izquierdo para verla en ventana aparte). La línea evolutiva de los animales, desde las esponjas hasta el ser humano -representado en esta animación por un varón, lo que no debe entenderse como representación exclusiva de la humanidad- se hizo posible por vía de la ingestión de organismos que se tornaron endosimbiontes, y en particular, según la hipótesis comentada en el texto, porque la adquisición de las cilias y de su control permitió, como subproducto, hacer reaccionar regularmente a los psiquismos con diferentes emociones y sensaciones.

La ingestión es una ruta habitual usada por los agentes patógenos y por los venenos para entrar en el cuerpo. Algunos agentes patógenos son transmitidos por vía de la ingesta, incluyendo virus, bacterias y parásitos, generalmente por la ruta fecal-oral. (Artículo principal: véase enfermedades de transmisión alimentaria). Existe frecuentemente un paso intermedio, como la ingestión de agua potable contaminada por heces o de alimentos preparados por cocineros que no se lavan las manos adecuadamente, y es más común donde el tratamiento de las aguas residuales no es común. Las enfermedades transmitidas por la ruta fecal-oral incluyen la hepatitis A, la poliomielitis y el cólera.
Algunos agentes patógenos son típicamente ingeridos por otras vías; por ejemplo:
- Las larvas del parásito Trichinella se enquistan dentro de los músculos y son transmitidos cuando un nuevo hospedero (u hospedador o anfitrión) come la carne infectada de un anfitrión anterior.[18]

- El nematodo parásito Dracunculus es ingerido con el agua potable, que es contaminada con larvas liberadas cuando el verme parásito emerge de la piel del huésped.[19]

- Las bacterias del género Salmonella normalmente infectan a los seres humanos a través de la ingestión de huevos mal cocinados.[20]

- Otros parásitos intestinales, como Giardia lamblia y Cryptosporidium también son incorporados con la ingesta y producen quistes como parte de su ciclo vital (véase ooquistes).

## Ingestión de elementos extraños
Las pilas de reloj son ingeridas por equivocación con bastante frecuencia, particularmente por niños y ancianos, ya que pueden ser confundidas con un comprimido debido a su tamaño y formato, o tragadas inadvertidamente cuando se las retiene en la boca para cambiarlas. La ingestión de pilas puede causar problemas graves como el bloqueo de las vías respiratorias, vómitos, irritabilidad, hipersalivación persistente y erupción cutánea debidos a la alergia al níquel. La ingestión de flúor, que a veces ocurre al comer verdura contaminada por cenizas volcánicas, pero por lo común proviene de fluoruros utilizados como cariostáticos (medicamentos para la prevención de caries dentales) en los dentífricos o en el agua suministrada para beber, se ha revelado benéfica en pequeñas cantidades, pero es tóxica en cantidades mayores. La fluoridación del agua potable constituye en todo el mundo una importante fuente de ingresos para las compañías productoras de aluminio, a las que su procesamiento deja como residuo grandes cantidades de fluoruro de sodio, que para ser consumido en dosis tóxicas se vendía como principal componente de veneno para ratas, hasta que la contaminación resultante impulsó legislación prohibiéndolo; en 1948, en las disputas en el Congreso de los EE. UU. sobre el tema, el legislador (republicano) D. Miller reveló que el responsable del Servicio estadounidense de Salud Pública (U.S. Public Health Service) era abogado de la Aluminum Company of America y del Chase Manhattan Bank, a los que vinculó a los mismos intereses económicos en fluoridar el agua potable,. Actualmente diversas protestas se siguen llevando a cabo, no pocas de manera sensacionalista. En los EE. UU., la Administración Nacional de Alimentos y Medicamentos (Food & Drug Administration) exige que todas las pastas dentífricas conteniendo fluoruros (que, a su vez, contienen flúor)  para ser vendidas en dicho país donde sus resoluciones son obligatorias, lleven impreso el siguiente alerta de toxicidad: "ALERTA: mantener fuera del alcance de niños menores de seis años. Si accidentalmente ingiere más de la cantidad que se utiliza para cepillarse, procúrese inmediatamente ayuda profesional o tome contacto con un centro para la atención de envenenamientos" (“WARNING: Keep out of reach of children under 6 years of age. If you accidentally swallow more than used for brushing, seek professional help or contact a poison control center immediately.”) La ingestión excesiva de flúor causa daños en cerebro, (en contra,), huesos (fluorosis del esqueleto y otros cuadros),: 170 , riñones (nefrotoxicidad),, dientes (fluorosis dental,) y tiroides (supresión funcional): 263  y: 266 , y la Organización Mundial de la Salud recomienda un nivel óptimo de fluoruros para el cuidado de los dientes en el agua, de entre 0,5 y 1,0 mg/L (miligramos por litro) dependiendo de la región climática.

## Ingestión embrionaria e ingestión fetal
Para los organismos de reproducción sexual, durante largo tiempo se estimó que los embriones no ingerían nutrientes del exterior. Creíase a estos superfluos, por cuanto los embriones se forman ya dotados por el progenitor del aprovisionamiento nutritivo necesario para alcanzar la etapa del desarrollo en la cual podrán, por sí mismos, comenzar a adquirir las substancias necesarias para proseguir su morfogénesis. Sin embargo, las investigaciones han mostrado que el medio líquido en que los embriones se encuentran hasta alcanzar esta etapa, que puede ser tanto un suero fisiológico o interno al cuerpo del progenitor, cuanto un suero artificial formulado especialmente para el desarrollo de los embriones in vitro, es esencial para las etapas iniciales y tempranas del desarrollo del embrión, el cual en realidad absorbe desde ese medio los nutrientes y otras moléculas, a veces muy complejas, que no posee o le resultan escasos.

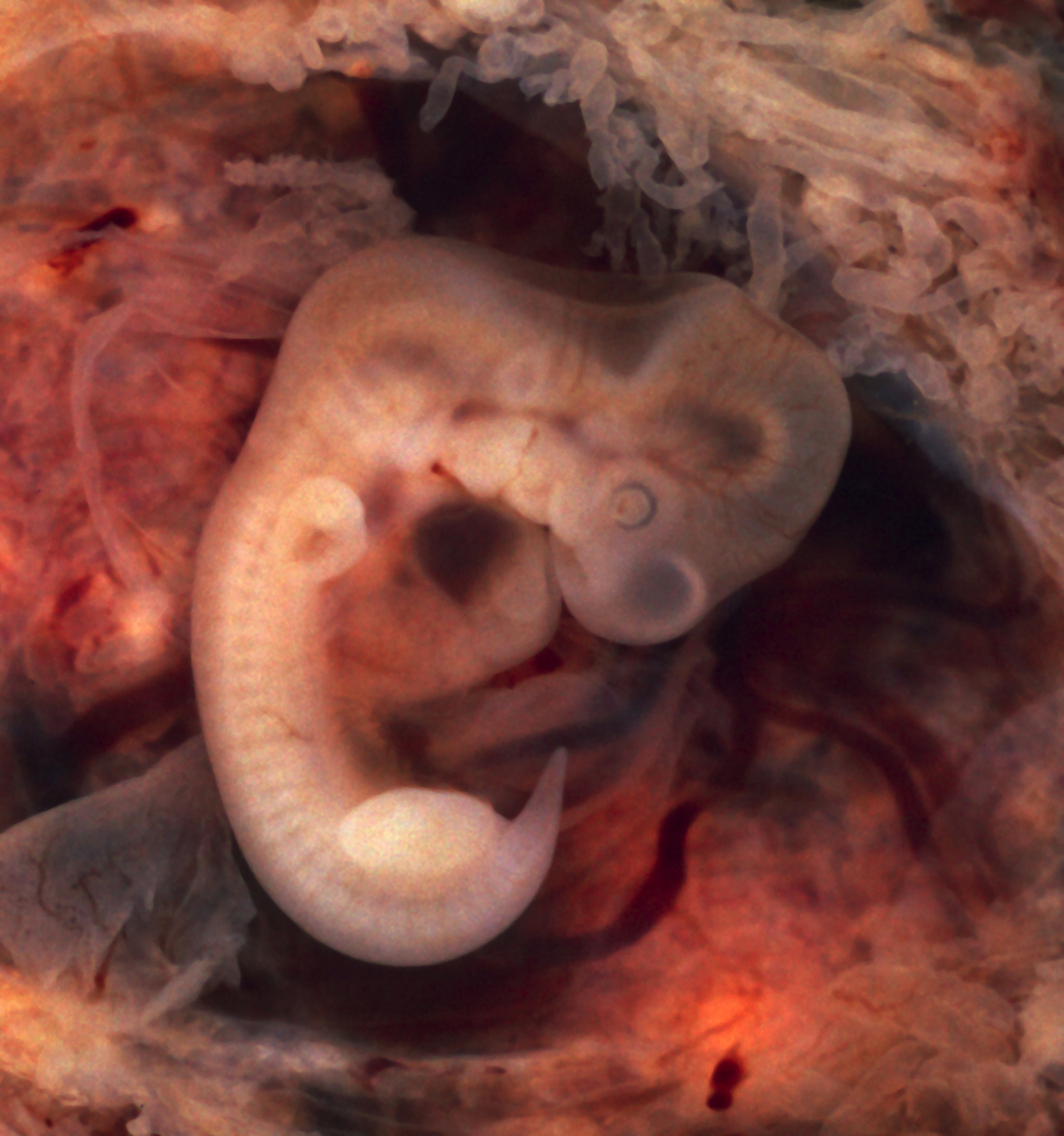
Embrión humano de cinco semanas de edad gestacional (o sea, tres semanas después de la fertilización; la preñez tiene siempre dos semanas más que la edad propia del embrión, porque se cuenta desde el comienzo del ciclo menstrual de la madre)
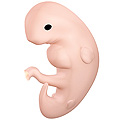
Humano a las seis semanas (o sea, cuatro semanas después de la fertilización; el embrión tiene una edad propia o post-ovulatoria dos semanas menor que el tiempo de preñez, que se cuenta desde el comienzo del ciclo menstrual de la madre).
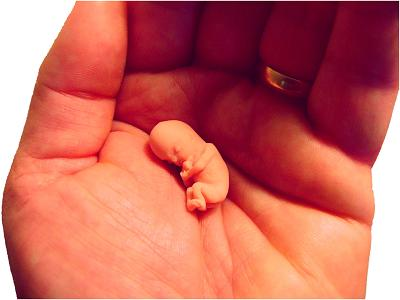
Escultura moderna de un humano a las ocho semanas de edad concepcional, en la mano de un adulto. En esta etapa, todavía no se observa la succión digital.
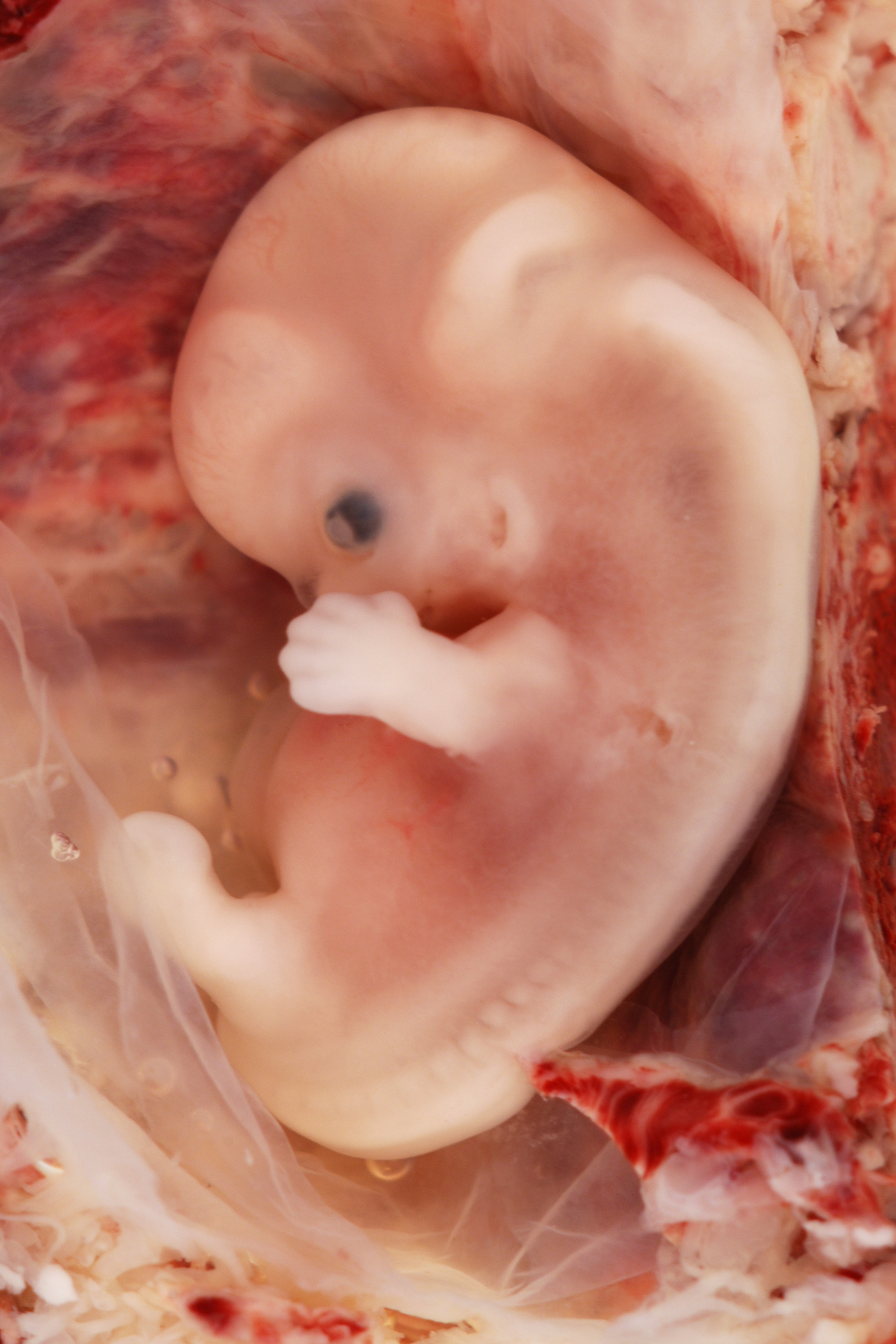
Humano a las nueve semanas de preñez (o sea, siete semanas de edad post-ovulatoria o edad propia, independiente del tiempo de gestación de la madre).
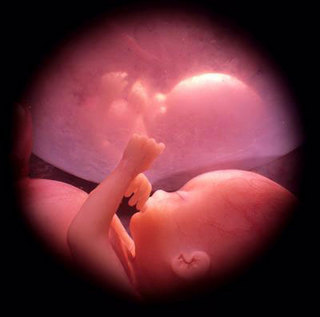
Humano de treinta semanas gestacionales (28 semanas de edad postovulatoria) con succión digital.
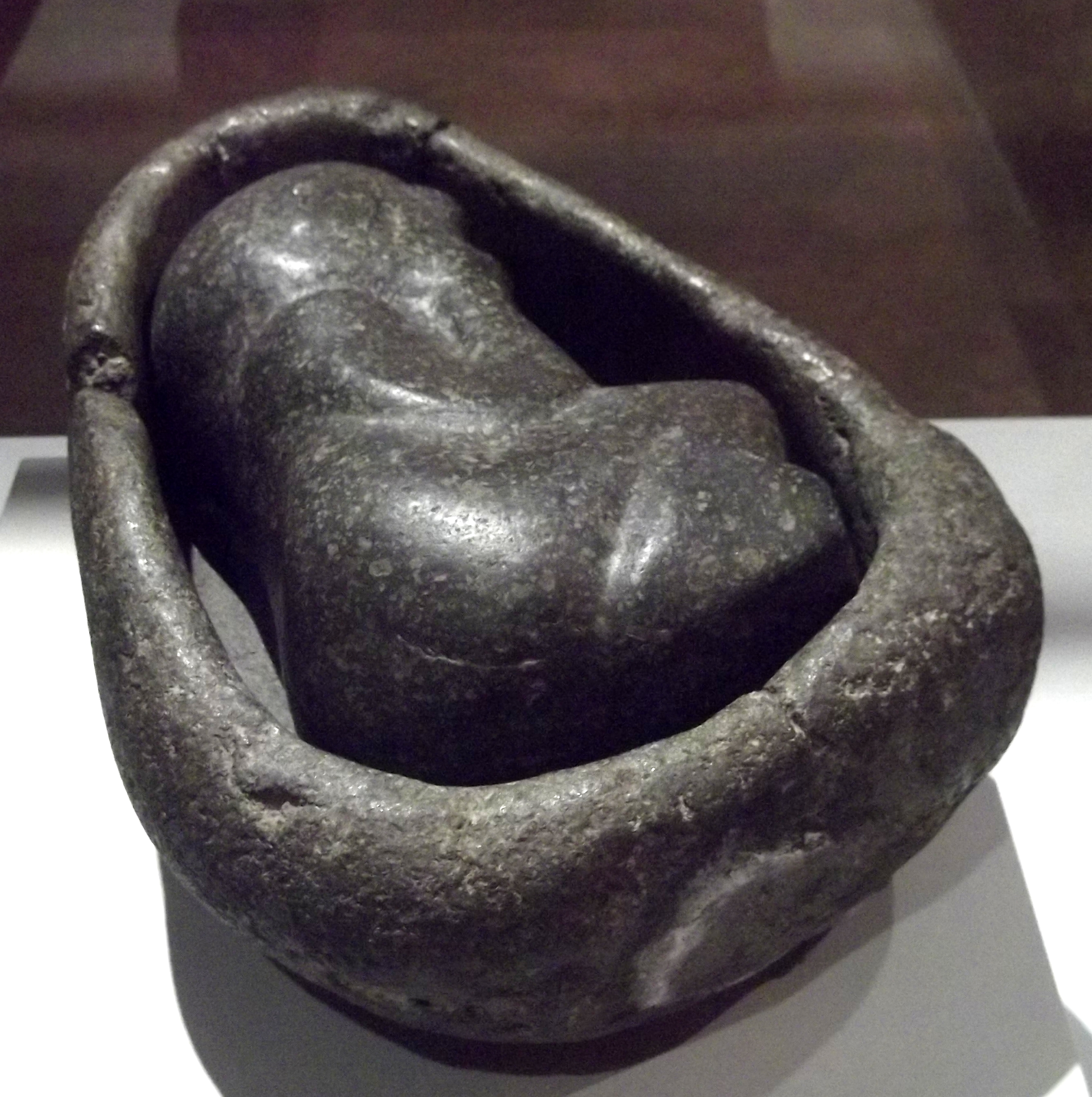
Escultura inca que representa a un feto succionándose el dedo dentro del útero materno. Este artefacto se encuentra en el Museo de América, en Madrid, España.

Ya en las etapas ontogenéticas siguientes, que en animales más complejos son denominadas fetales, el organismo en crecimiento puede proveerse de nutrientes desde una dotación inicial proveniente del progenitor, denominada vitelo, que constituye uno de los anexos embrionarios y suele incluirse en el huevo o cápsula que contiene el óvulo fecundado. En esta etapa todavía la ingestión no se ha desarrollado. Pero en los invertebrados cuyo desarrollo presenta metamorfosis, como los insectos, el vitelo del huevo para las etapas inmaduras, pero que aún no alcanzan a la adultez, puede substituirse por vituallas obtenidas por la conducta predadora del progenitor y colocadas por este en inmediata cercanía a la larva. Un ejemplo típico es el de los peloteros (coleópteros) y el de las avispas cazadoras de arácnidos (himenópteros), que respectivamente depositan el huevo en una pera formada de boñiga o estiércol, del que la larva se alimentará al eclosionar del huevo, o lo depositan junto a una masa de arañas cazadas y paralizadas con veneno, arañas vivas que serán la ingesta de las crías. En los animales placentarios, como por ejemplo algunos tiburones
 y los seres humanos, los muy diversos modelos de placenta desembocan por el cordón umbilical y la vena porta en el hígado del feto, al que ingresan los nutrientes ingeridos y digeridos por la madre.
En el feto, la ingestión es fisiológicamente innecesaria. Pero en los fetos de mamíferos placentarios que poseen dedos, como los primates, es común notar que, además de bostezar y pandicular ("estirarse" estremeciéndose) y tragar líquido amniótico, el feto se chupa un dedo. Esta conducta no persigue ingestión alguna (el feto no se come el dedo que succiona), pero prepara el amamantamiento que habrá de tener lugar luego de que el feto salga a luz, como neonato. Por cuanto esa conducta no parece automática o refleja, sino motivada libidinalmente o por la procuración de sensaciones placenteras, los estudios psicoanalíticos y de psicología evolutiva que indagan en las etapas tempranas del desarrollo del psiquismo han conceptuado la existencia de una doble causa para la fisiológicamente superflua ingestión en el feto: (1) la maduración preparatoria de los mecanismos neurales que permitirán la ingestión, y (2) la determinación erótica o libidinosa (tomando este término en sentido psicoanalítico) que motiva a aquella.

## La ingestión en las diversas líneas del psicoanálisis
En el psicoanálisis, que por lo general solo se aplica a la clínica de los seres humanos, la diferenciación de los primeros contenidos mentales, o diferenciación interna del psiquismo en objetos mentales iniciales, fue vinculada por Luis Chiozza a aquellos estados anímicos (o pathea, πάθεα, las vivencias padecidas; esa palabra griega, que es participio pasivo plural del verbo pásjein, πάσχειν -padecer-, denota las experiencias que una persona vive y forman el todo «de lo que se siente o experimenta: estado del alma, tristeza, pasión, padecimiento, enfermedad») constitutivos de lo que Chiozza denominó "lo hepático" y que, a partir de los tres meses y medio de edad fetal, reflejarían dentro de la privada subjetividad del no nacido las variaciones en el estado nutricional del cuerpo de la madre. En la perspectiva de Chiozza y sus seguidores, desarrollada a partir de los años de 1960, las variaciones en la composición sanguínea de la madre por hipoxia, consumo de alcaloides como café, alcohol o un cigarrillo, o psicofármacos, son sentidas por el feto como cambios de estado anímico, el cual por supuesto no los relaciona con ningún evento exterior debido a que carece de todo ajuste epistémico entre sus estados mentales y los eventos extramentales.
La etapa siguiente del psiquismo fetal humano, es decir los dos o tres meses inmediatamente anteriores al parto (que se produce normalmente a los nueve meses de edad fetal), fue estudiada a partir de los años de 1940 por Arnaldo Rascovsky, quien en el trabajo psicoanalítico con adultos reconoció diversos contenidos dinámicos que creyó necesario relacionar con vivencias fetales. Postuló que la conducta fetal de chuparse el dedo se desarrollaría normalmente constituyendo un importante núcleo libidinoso y pulsional, y que los cambios de estado anímico concomitantes se habrían asociado a emociones sumamente violentas.

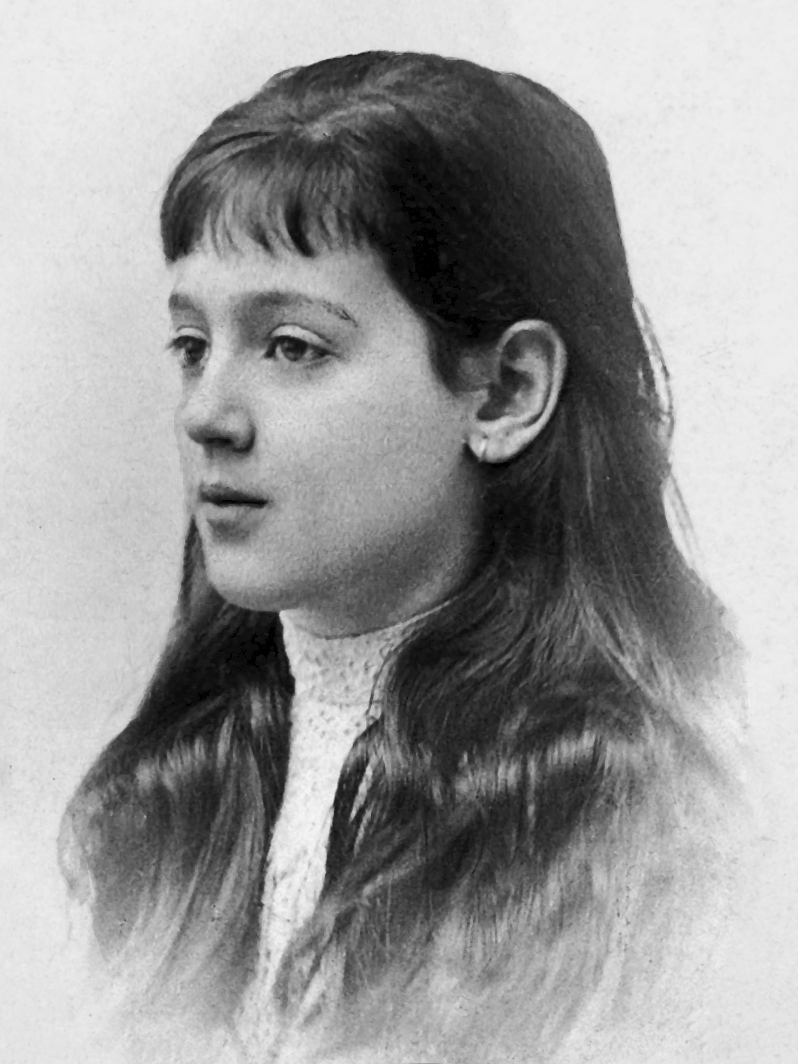
Melanie Klein en la década de 1890.

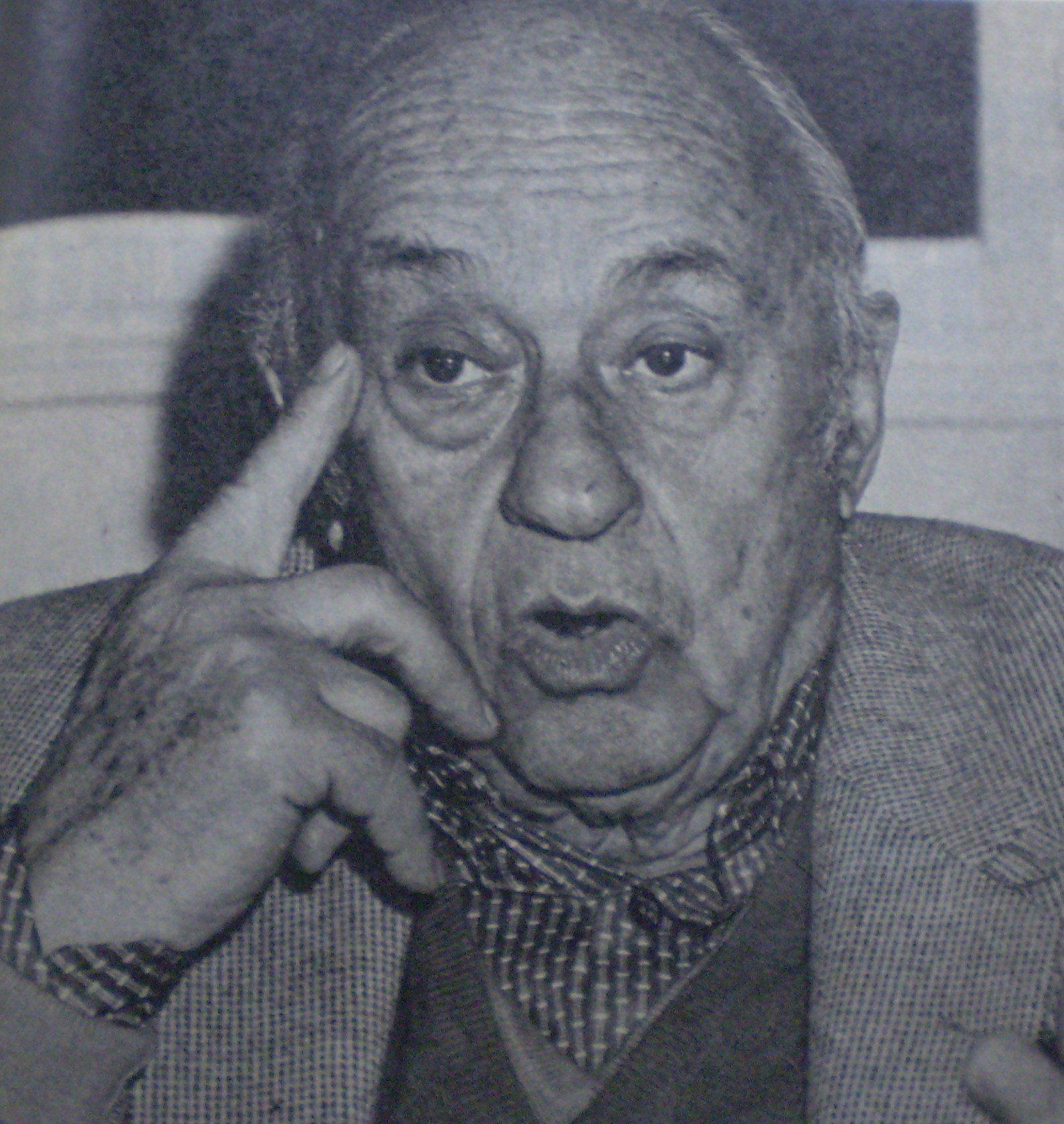
Arnaldo Rascovsky en la década de 1980.

La etapa subsiguiente, es decir los primeros meses después del nacimiento, fue estudiada especialmente por Melanie Klein a partir de los años de 1910, quien la denominó fase oral del desarrollo psicosexual o libidinal. Entre las variaciones vivenciales de la etapa oral, Klein destacó los distintos vínculos o catexias con el "pecho bueno", que satisface las necesidades de ingestión del bebé, y el "pecho malo", del cual por más hambre que padezca el niño no puede extraerle leche. Esto último, por ejemplo, podría ocurrir cuando el niño llora (conducta) y se desconsuela por ingerir leche, pero la madre está ausente. Si la ausencia se prolonga demasiado, la congoja se transforma en odio y, cuando finalmente la madre llega y pretende darle de mamar, el niño, rojo de ira, rehúsa hacerlo: el  "pecho bueno" se ha transformado más o menos permanentemente en "
pecho malo". Esta fase del desarrollo psicosexual es seguida por la posición depresiva, una modalidad de relaciones de objeto característica del segundo trimestre del primer año de vida del ser humano, período en el cual predomina el temor a la pérdida del objeto amado. Estas fases, etapas o "posiciones" servirían, en la perspectiva kleiniana, de "puntos de fijación" determinantes de diversos cuadros psicopatológicos, y por ello asimismo establecerían los tipos de vínculo con los objetos de la ingestión. Si la situación del pecho frustrante se hace habitual (privación materna), en humanos Melanie Klein halló diversos trastornos de personalidad, y -fuera del marco psicoanalítico- en simios y roedores se ha mostrado que las experiencias tempranas con la madre tienen un efecto a largo plazo en las crías
, estableciendo otros trastornos paralelos o bien mejorando su comportamiento parental más adelante y su respuesta a situaciones de estrés y miedo.
A su vez, el estudio de la etapa aun siguiente, aquella en la cual al infante se le desarrolla la dentición de leche (o "corta los dientes"), fue profundizada -agregando la consideración de elementos sociales- por el psicoanalista Erik Erikson. Siguiendo a Karl Abraham, que había propuesto subdividir esta fase atendiendo a dos actividades distintas: succión (fase oral precoz) y mordedura (fase oral-sádica)., Erikson
conceptuó a la última "etapa oral mordedora",  para contrastarla con la previa "etapa oral suctora", sin dientes. Destacó que en la posterior, y ya en un marco de vínculos sociales, se suma la forma del placer erótico derivado del morder, a la que le atribuyó ser una de las fuentes de la patología del sadismo.
Para las etapas siguientes del desarrollo humano, Abraham Maslow ubicó la ingestión, tanto por su carácter nutricio como por su carácter libidinal, en su pirámide de las necesidades, modelo que jerarquiza las necesidades humanas, de modo que la satisfacción de las necesidades más básicas o subordinadas da lugar a la generación sucesiva de necesidades más altas o superordinadas. En ese contexto, la provisión de ingestas al infante resulta un elemento importante que estudia la teoría del apego.